# Tunjo

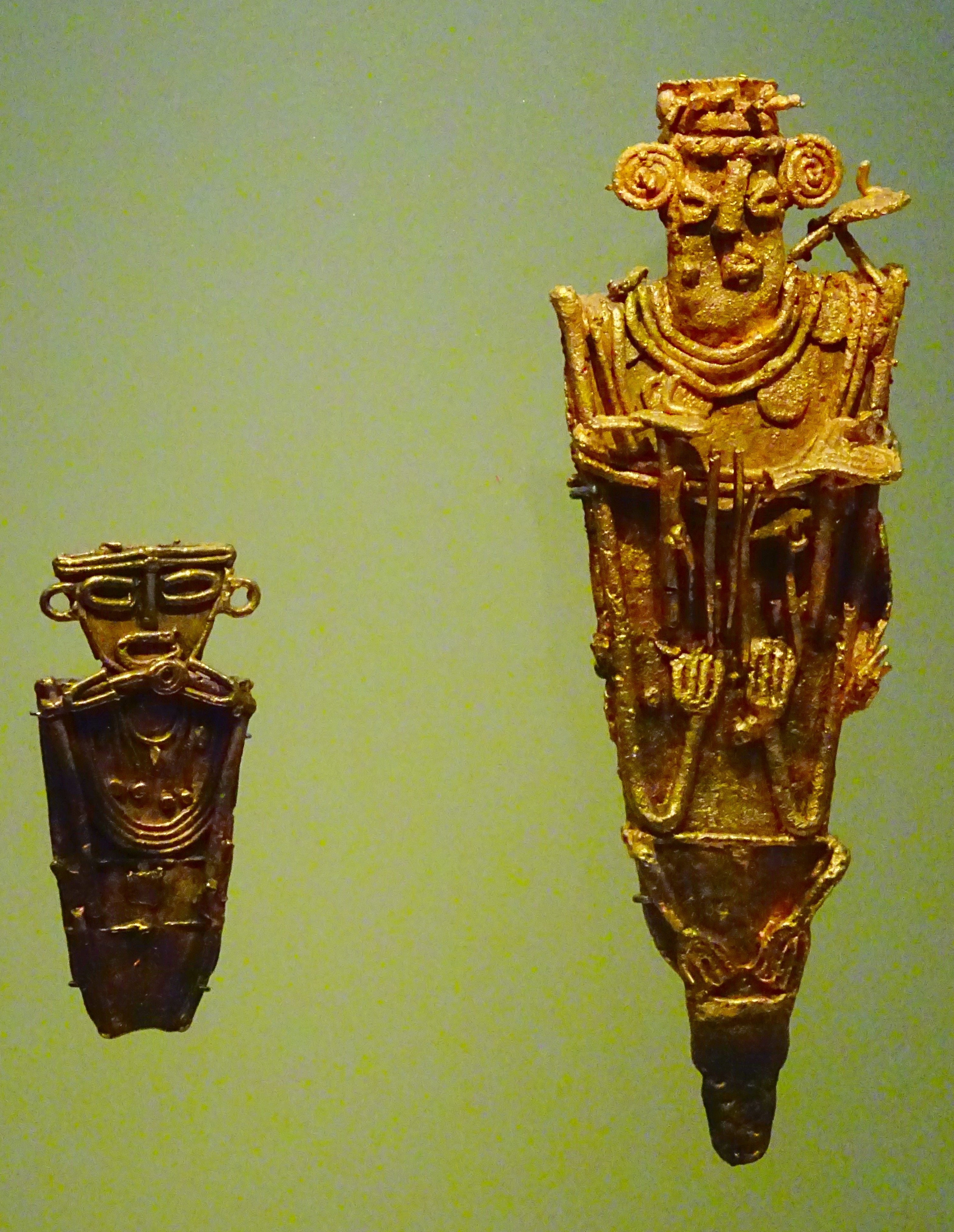
Tunjos en el Museo del Oro, Bogotá

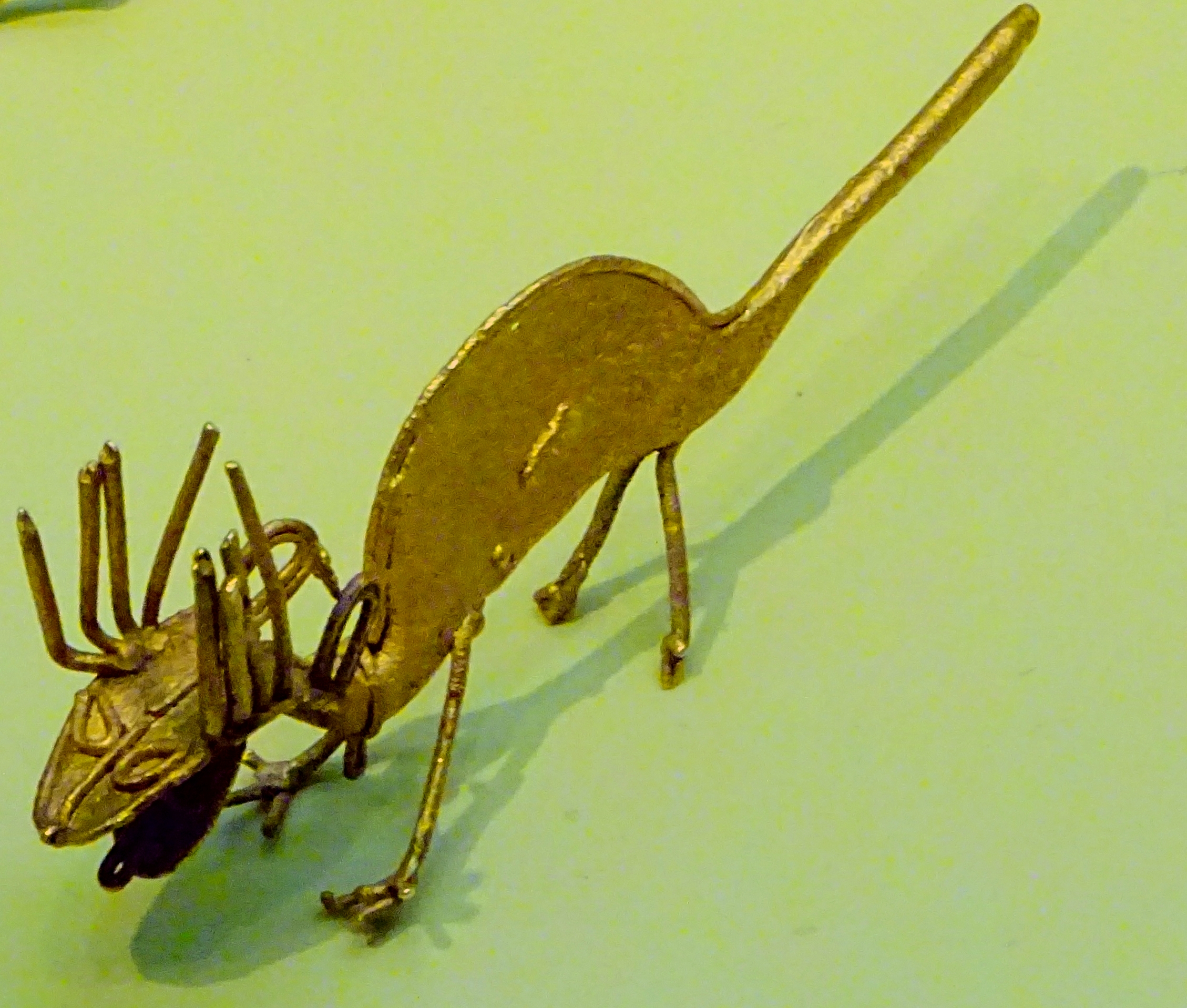
Tunjo zoomorfo en el Museo del Oro

Un tunjo (del Muysc cubun: chunso, o chunsua) es una pequeña figura antropomorfa o zoomorfa elaborada por los muiscas como parte de su arte. Los tunjos estaban hechos de oro o tumbaga; una aleación de oro, plata y cobre. Los muiscas usaron sus tunjos en muchos casos en su religión y estas pequeñas figuras de ofrendas se han encontrado en varios lugares del Altiplano Cundiboyacense, Colombia. Los tunjos se usaban como piezas de ofrenda, para comunicarse con los dioses y cuando los muiscas pedían favores a sus deidades.

## Antecedentes
Los muisca, organizados en su Confederación Muisca, exhibieron una de las cuatro civilizaciones más avanzadas de la América precolombina. Mientras que los aztecas, los mayas y los incas eran famosos por su gran arquitectura con templos, pirámides y ciudades, los muiscas vivían en simples bohíos de madera y cañas. La habilidad principal de los muisca era su orfebrería. Los muiscas fabricaban piezas pectorales, narigueras, pendientes, placas, poporos y otras figuras del oro que intercambiaban con los grupos indígenas circundantes, como los muzos, panches, guanes, pijaos y otros. Uno de los hallazgos más comunes de estas figuras de oro o tumbaga son los tunjos.

## Descripción
Los tunjos eran pequeñas figuras que representaban personas, las deidades de la religión muisca o los animales. Fueron utilizados para tres propósitos; como adornos en las tumbas de los muiscas, de diversas clases sociales, como decoración en las entradas de los templos y santuarios, que una vez llenos fueron enterrados en lugares secretos por los sacerdotes muisca y ofrecen figuras rituales en los lagos y ríos sagrados de los muisca.
Se han descubierto tunjos en sitios como el lago Guatavita, río Bosa; la parte del río Bogotá al oeste del barrio de Bogotá Bosa, y en varios otros sitios sagrados de los muisca; también se han encontrado en cuevas. En 2001, un agricultor encontró tres tunjos en Carmen de Carupa, Cundinamarca. [Exactamente las mismas cifras se han encontrado hasta el Valle del Cauca en el sur de Colombia. Los pijaos también hicieron tunjos.

### Fabricación
Los muisca solían hacer matrices o moldes de diferentes tipos de roca como pizarras y obsidiana y vertían su oro fundido o tumbaga en la matriz. Cuando los metales se enfriaban y solidificaban, luego eliminaban los moldes de piedra y los tunjos permanecían. Para crear los tunjos en dos dimensiones, usaban un proceso de fundición a la cera usando cera de abejas para hacer la figura, colocaron el tunjo de cera en arcilla, que se calentó para evaporar la cera y el oro o tumbaga se vertía en el espacio vacío que quedaba.
El diseño de la mayoría de los tunjos parece tener alambre de oro soldado o soldado en su superficie. Esto, sin embargo, no es el caso y el análisis de las dendritas formadas en el metal han demostrado que, de hecho, han sido fundidas como una sola pieza.

#### Aleaciones
Varios tunjos han sido analizados con fluorescencia de rayos X (XRF) dando los siguientes resultados:
| metal  | 1      | 2     | 3      | 4     | 5     | 6     | 7      | 8     | #2    | #8    |
| ------ | ------ | ----- | ------ | ----- | ----- | ----- | ------ | ----- | ----- | ----- |
| Oro    | 71.54  | 79.48 | 96.90  | 88.64 | 88.72 | 81.10 | 86.72  | 85.62 | 54.63 | 45.91 |
| Plata  | 23.67  | 18.01 | 2.48   | 11.05 | 10.02 | 12.18 | 12.79  | 12.79 | 16.31 | 10.55 |
| Cobre  | 4.62   | 2.48  | traces | 0.12  | 1.11  | 5.94  | 1.16   | 1.47  | 29.31 | 43.70 |
| Plomo  | trazas |       |        |       |       | 0.28  | trazas |       |       |       |
| Hierro |        |       |        |       | 0.02  |       |        |       |       |       |

### Colecciones de museo
De los relativamente pocos artefactos muiscas que se pueden encontrar en museos fuera de Colombia, los tunjos son los más comunes. Hay tunjos en las colecciones del Museo Americano de Historia Natural, Art Institute Chicago, Museo de Arte de Baltimore, Museo Británico, Museo de Brooklyn, Museo de Arte de Cleveland, Museo de Arte de Dallas,  Museo Hunt (catalogado como "posible peruano" [sic]), Museo Metropolitano de Arte, Museo de Bellas Artes de Houston, Museo de Arte de la Universidad de Princeton, Museo Nacional Smithsoniano de Indios Americanos.

## Galería

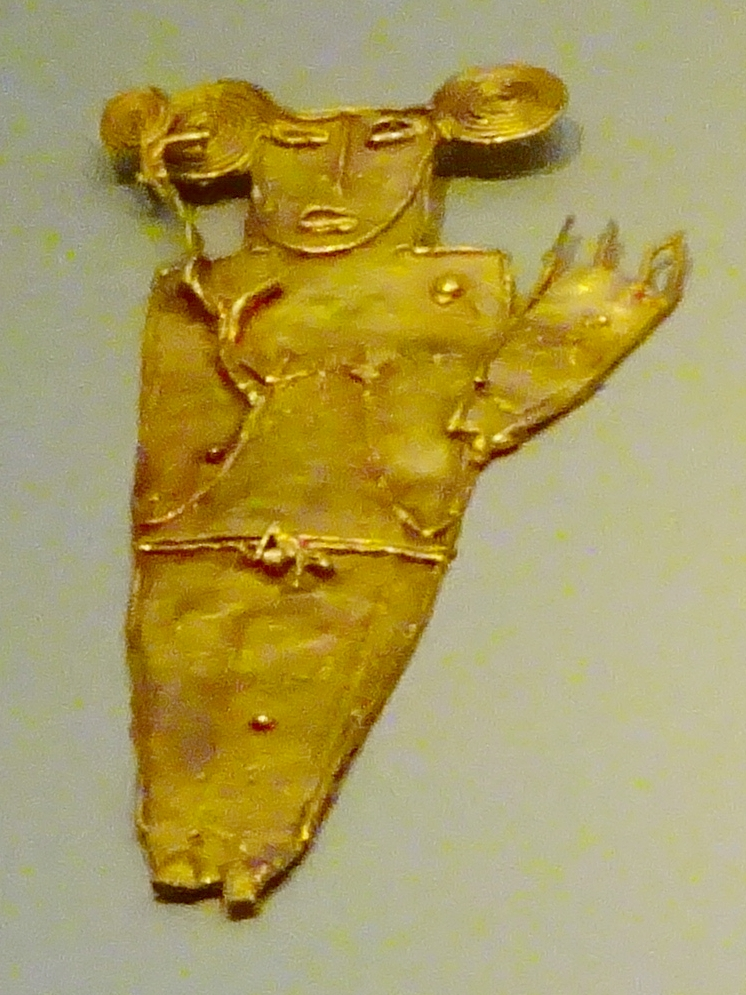
Tunjo, Museo del Oro, Bogotá
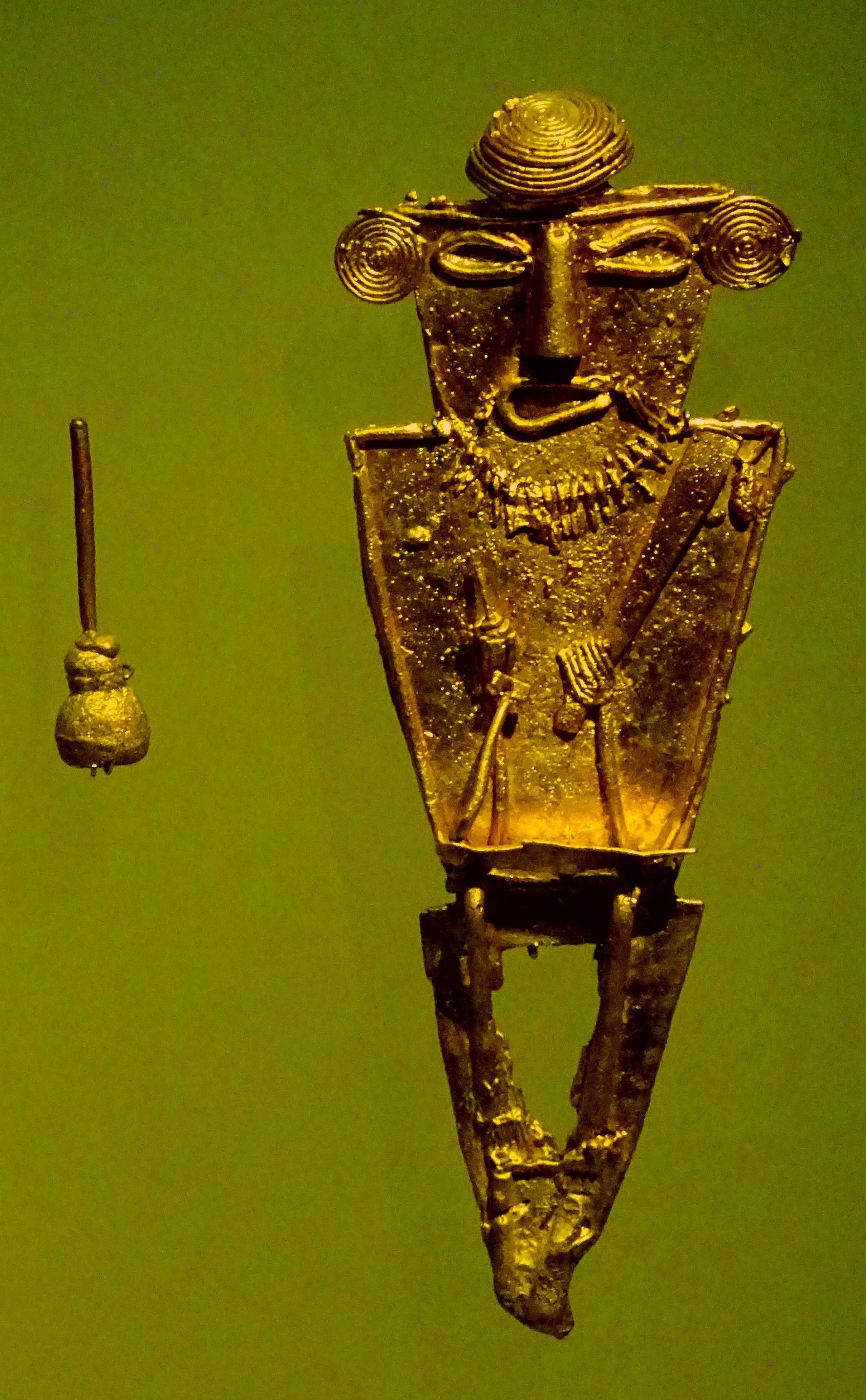
Tunjo, Museo del Oro
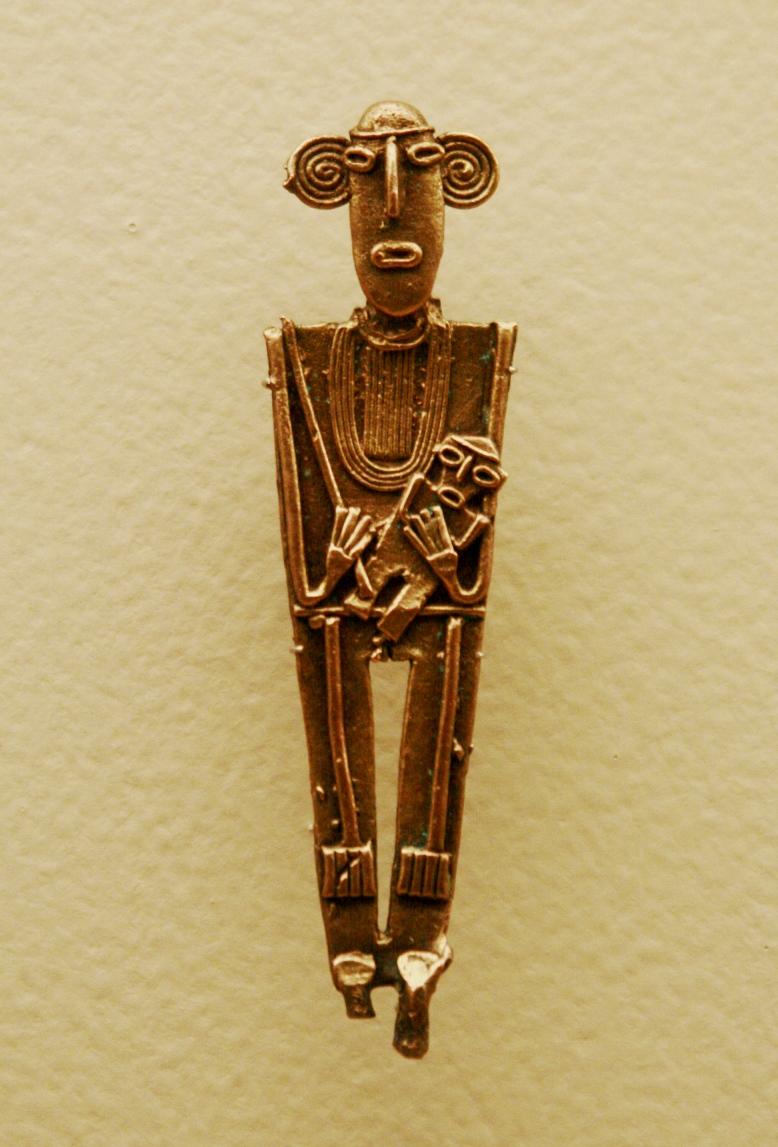
Tunjo, Museo del Oro
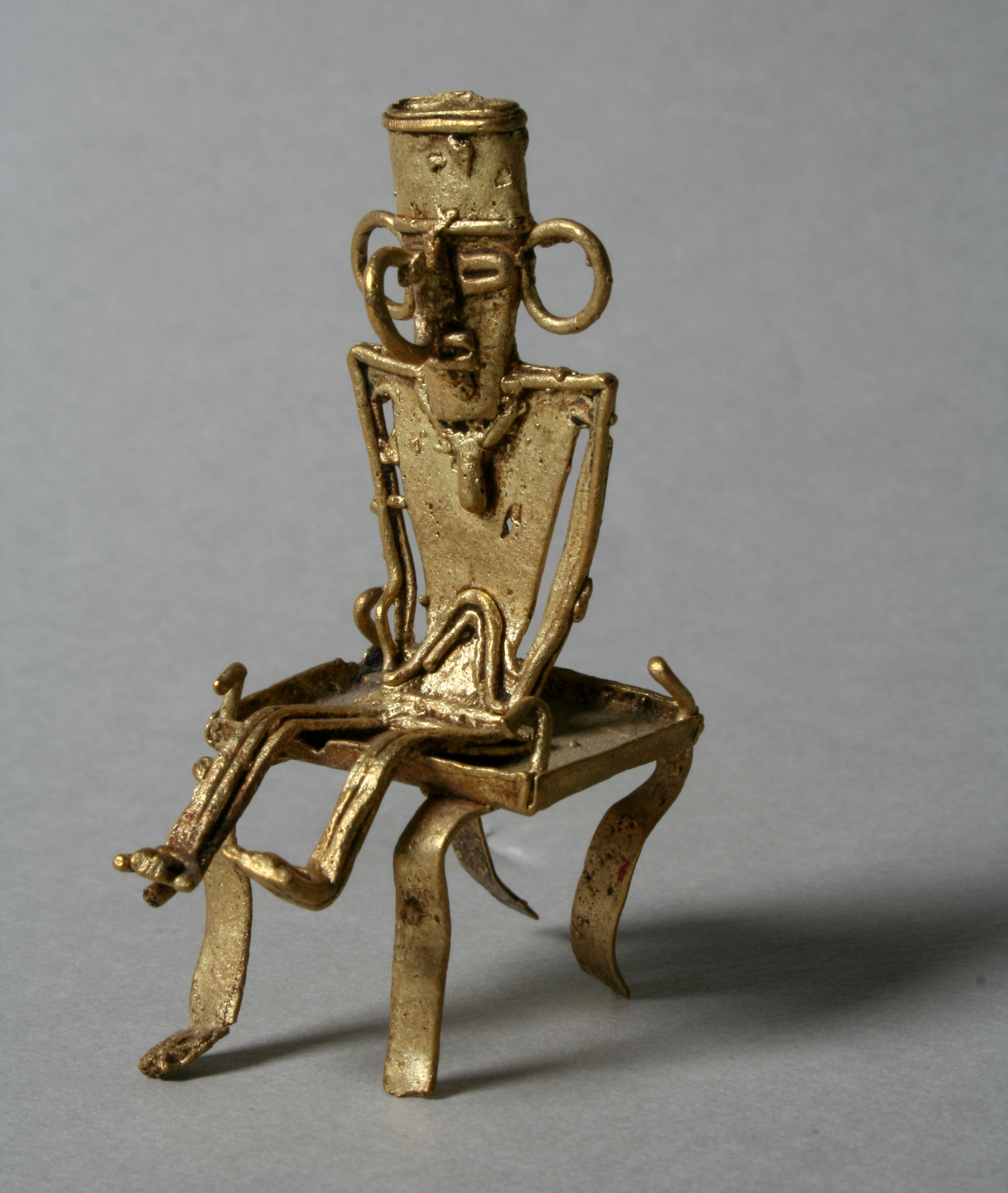
Tunjo sentado l, MET, NYC
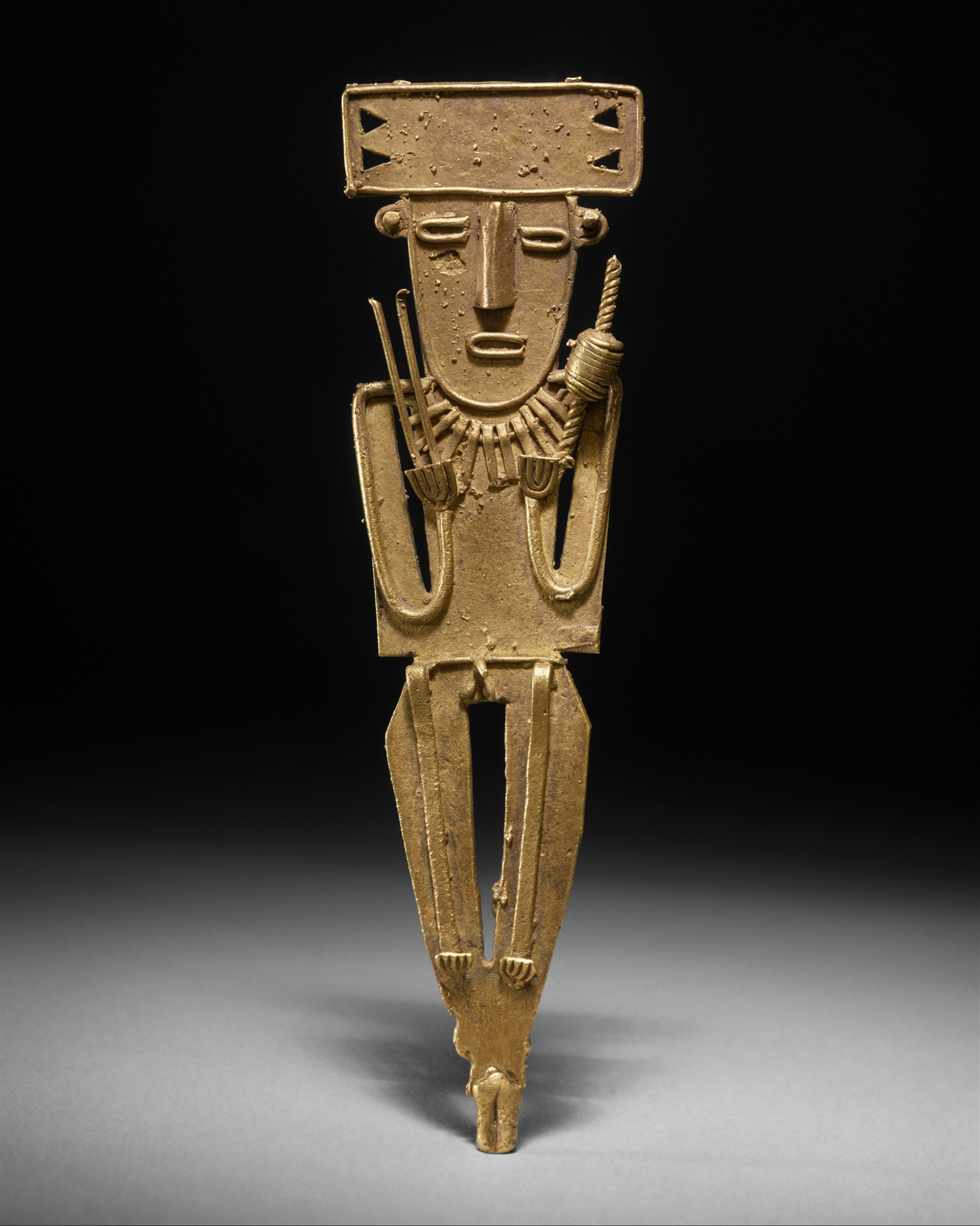
Tunjo
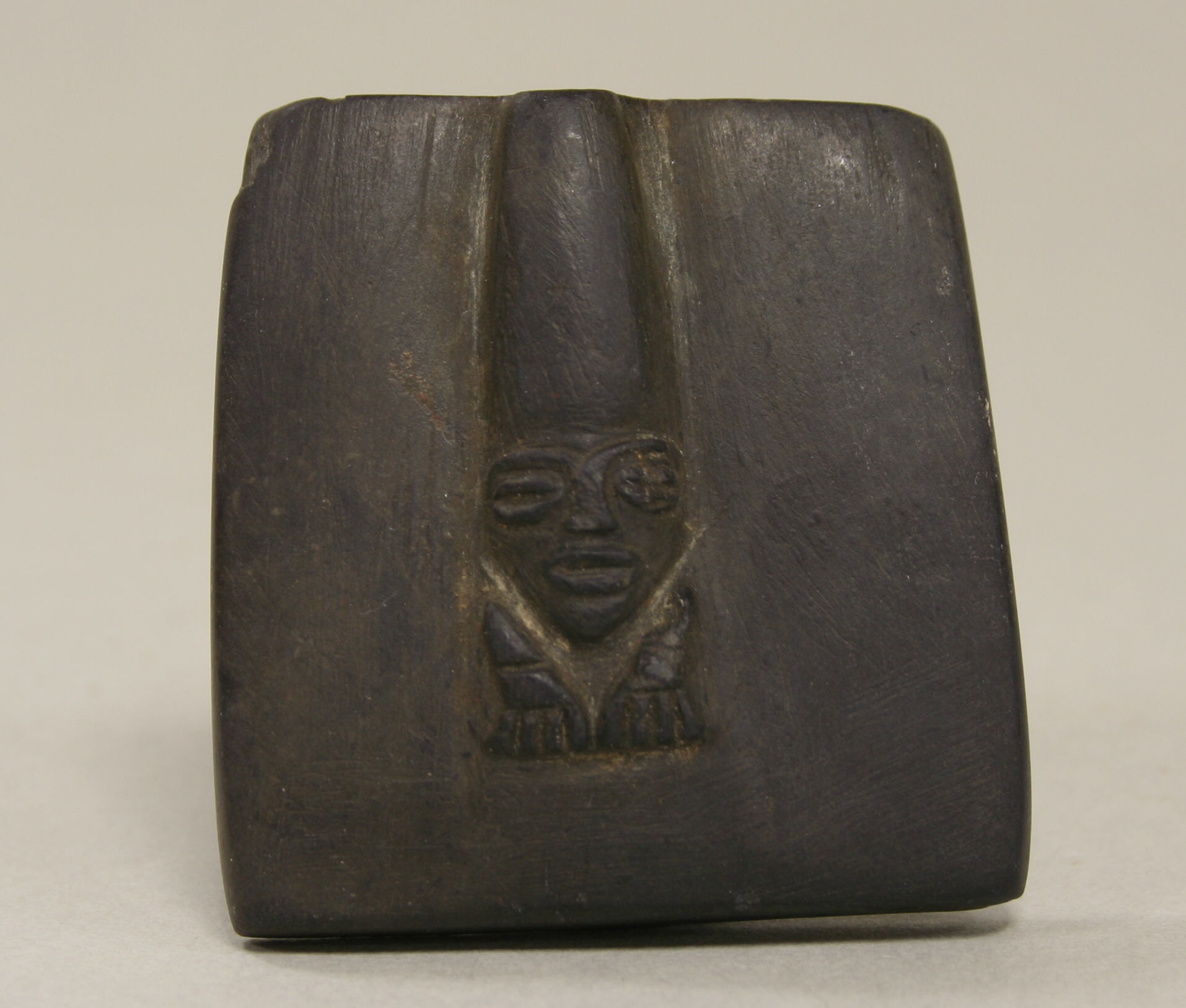
Molde para producir un tunjo